# 中山大学附属第六医院
中山大学附属第六医院（英語：The Sixth Affiliated Hospital of Sun Yat-sen University），简称中山六院，又名中山大学附属胃肠肛门医院、广东省胃肠肛门医院，是一家院本部位于广东省广州市天河区的三级甲等医院，为中山大学下属的直属附属医院，由广东省卫生健康委员会主管。
该院以胃肠肛门专科、生殖医学而闻名，炎症性肠病年诊疗量全球第一，并拥有华南地区最大规模的生殖医学中心。

## 历史
该院创办于1964年6月，原为广州市员村工人门诊部。1969年，医院升格为广州市第六人民医院。1994年，通过二级甲等医院评审。2007年，该院成建制移交中山大学，更名为中山大学附属第六医院，同时挂名中山大学附属胃肠肛门医院，2009年，增挂“广东省胃肠肛门医院”。2016年，该院通过三级甲等医院等级评审。

## 院区分布

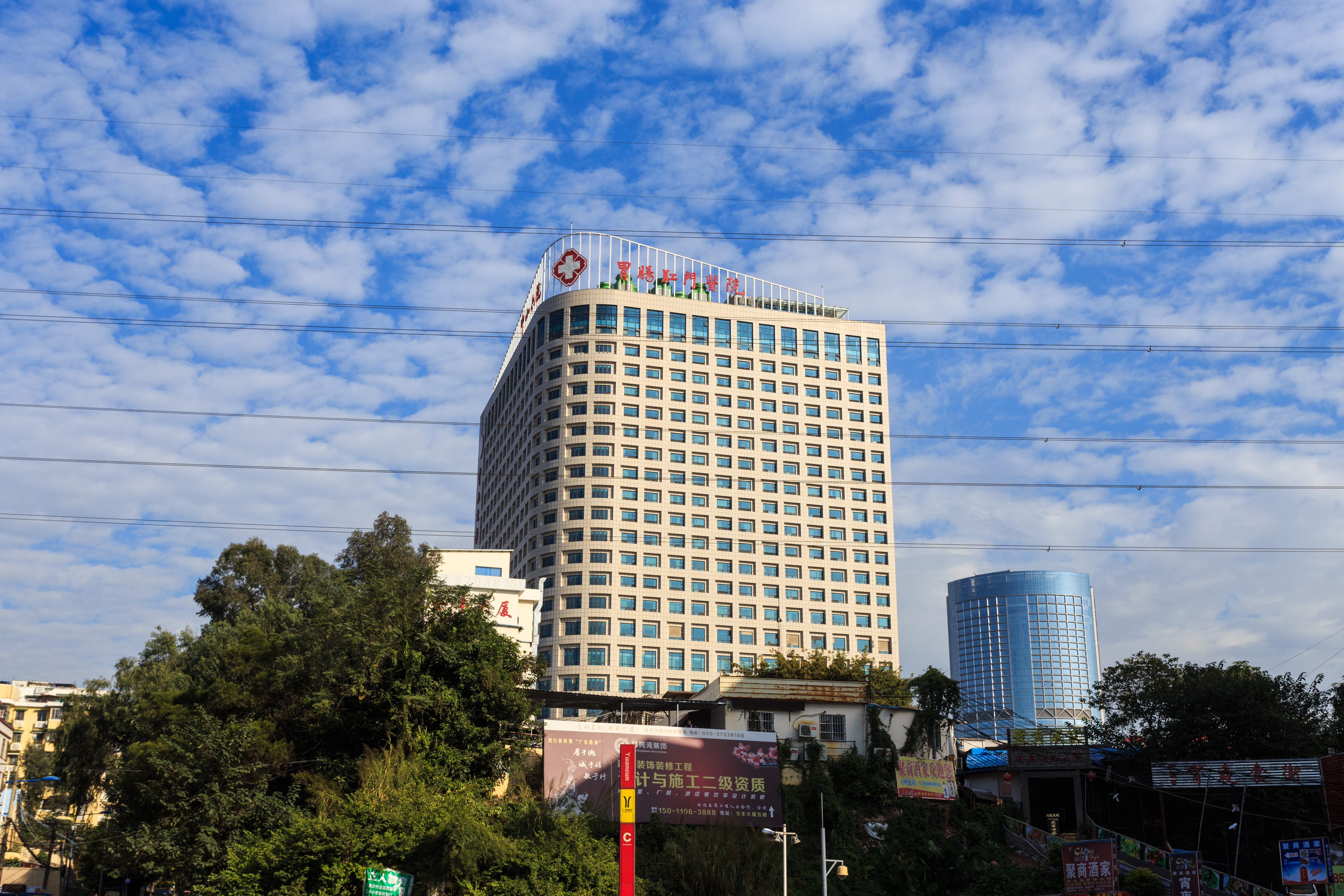
金融城院区

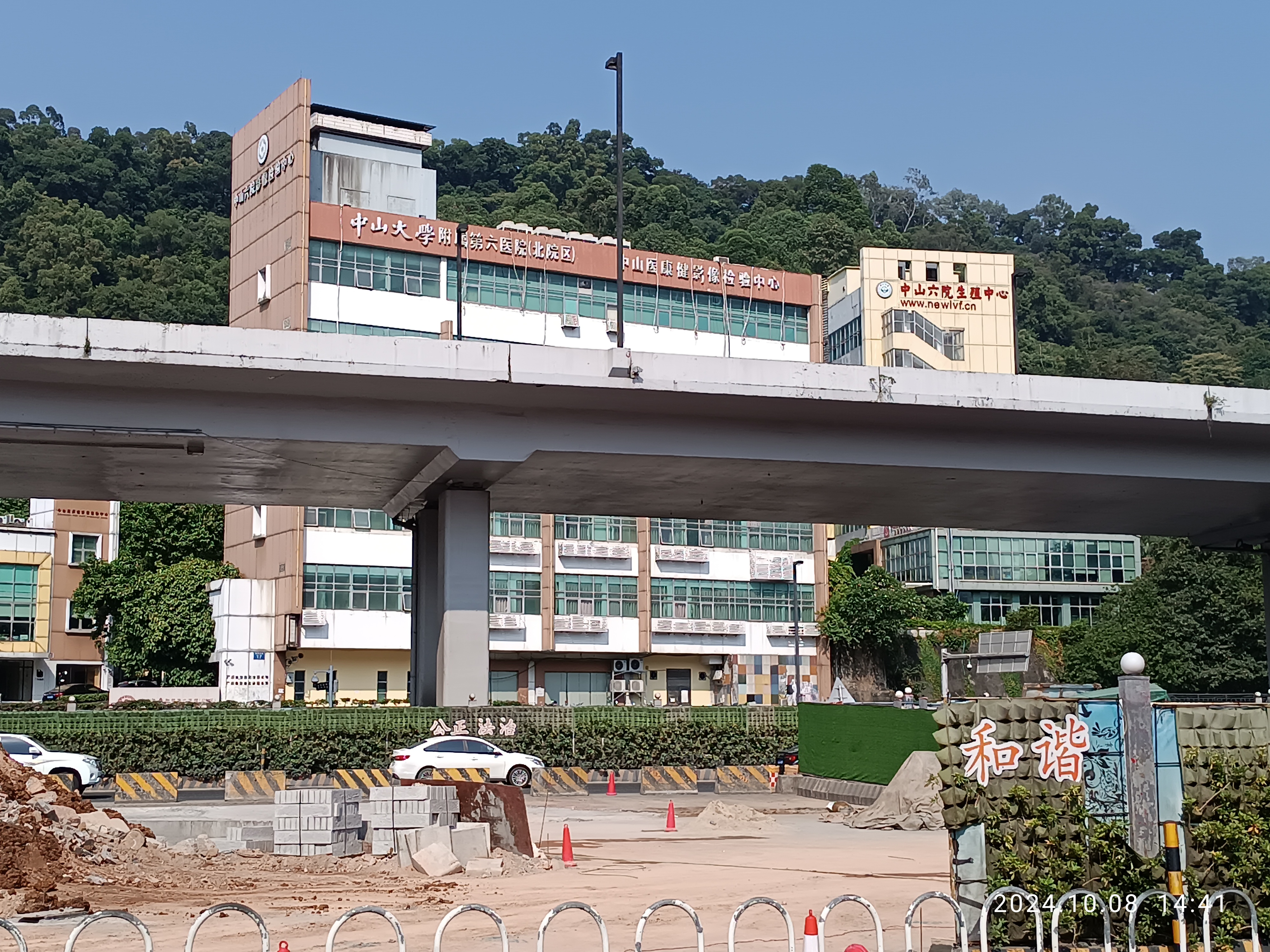
北院区

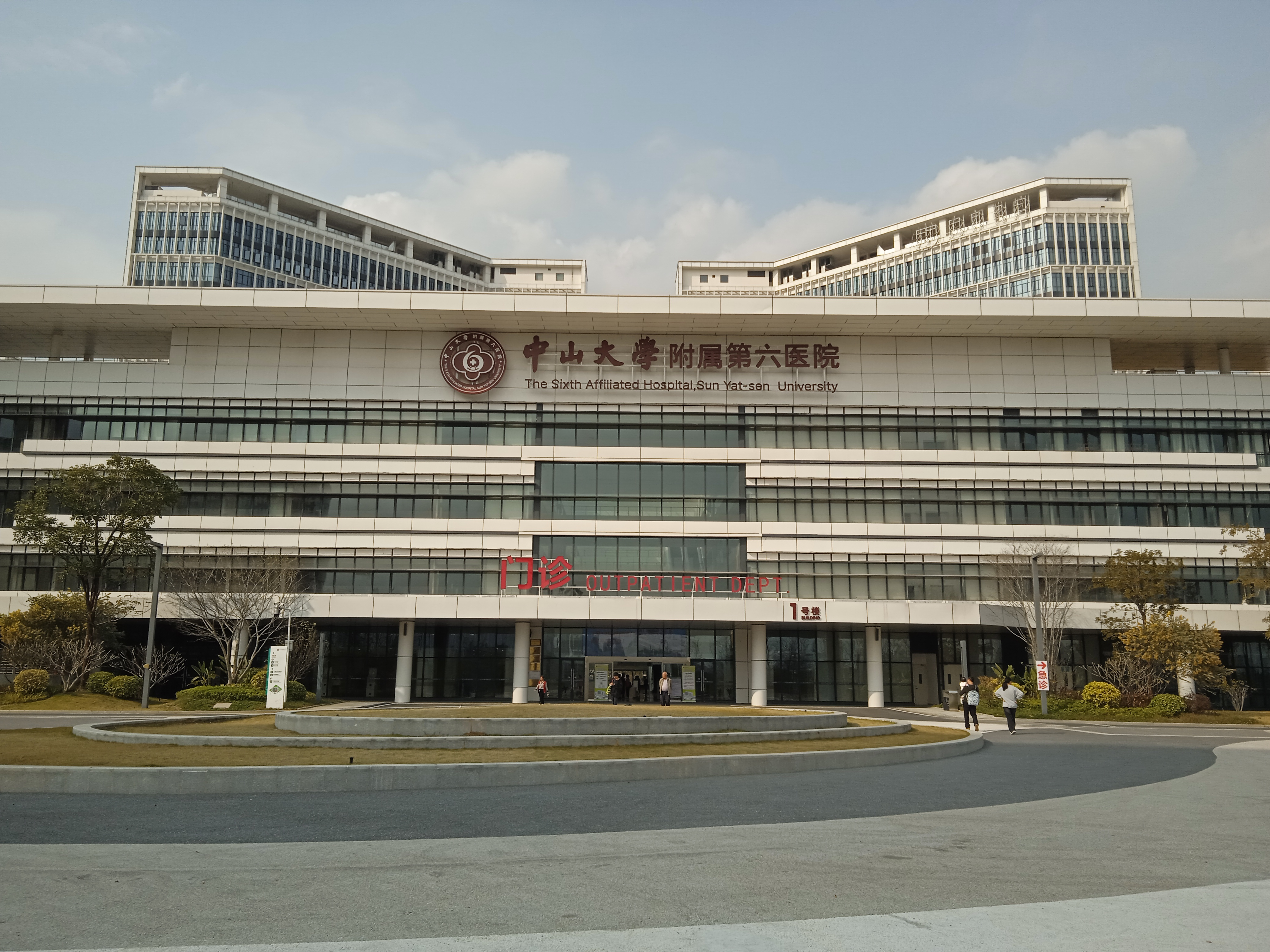
知识城院区

- 金融城院区（院本部）：广州市天河区员村街道员村二横路26号
- 北院区：广州市天河区林和街道瘦狗岭路17号
- 珠吉院区（在建）[7]
- 知识城院区[7]：广州市黄埔区龙湖街道知明路688号
- 粤西医院（信宜市人民医院）：与信宜市人民政府合作共建，2023年2月8日揭牌[8]。

### 金融城院区
中山大学附属第六医院金融城院区编制床位1202张，实际开放床位1497张。它拥有广州最大的单体医疗大楼。

### 珠吉院区
中山大学附属第六医院珠吉院区编制床位1000张，于2023年12月7日正式开工，并于2024年10月29日完成首桩试桩的开钻。

### 知识城院区
中山大学附属第六医院知识城院区编制床位1000张，前身是“南方医科大学南方医院（南方医科大学第一附属医院）知识城院区”，于2017年5月17日获批，并于2017年12月26日正式开工，2021年1月21日实现主体结构封顶，2024年6月完成运营权的移交，2025年2月19日率先开放门诊部分，2025年3月起陆续开放剩余部分（包括急诊科、住院病房和手术麻醉中心）。